# Xã Rutland, Quận Humboldt, Iowa
Xã Rutland (tiếng Anh: Rutland Township) là một xã thuộc quận Humboldt, tiểu bang Iowa, Hoa Kỳ. Năm 2010, dân số của xã này là 439 người.